# Balto (película)
Balto es una película de animación y aventura infantil de 1995, dirigida por Simon Wells. Está basada en la historia de Balto, un perro de trineo, de raza husky siberiano, que durante una epidemia de difteria en Alaska en el año 1925, lideró el último tramo de la caravana de mushing que recorrió 1.085 kilómetros en cinco días y medio, llevando vacunas desde la ciudad de Nenana hasta la ciudad de Nome. La proeza salvó la vida de muchos niños.

## Argumento
La película comienza con una escena con actores reales, en el Central Park de Nueva York. Una abuela (Miriam Margolyes) y su nieta (Lola Bates-Campbell), acompañadas de su mascota Blaze, un cachorro de raza husky siberiano, buscan la estatua en honor a una leyenda recordada. Mientras intentaban encontrarla, la abuela comienza a relatar la historia, ambientándonos en el período y lugar de la misma (Nome, Alaska, año 1925), en versión animada.
Balto es un perro callejero mitad lobo que vive en un viejo barco abandonado a las afueras de Nome juntos a sus únicos amigos: Boris, un ganso ruso; y dos torpes cachorros de oso polar, Muk y Luk. Al ser mitad lobo, Balto ha llevado una vida siendo rechazado por todo el pueblo, dado que es temido por los seres humanos y discriminado por los perros del lugar (en su mayoría de mascotas de raza pura), quienes lo llaman "mestizo". Balto, quien siempre se ha mantenido a distancia de los lobos, había llegado al punto de sufrir una insegura crisis de identidad al no saber lo que es, un perro o un lobo. Sus únicas amigas del pueblo son una niña llamada Rosy y su perra husky llamada Jenna, de la cual también está enamorado el perro de trineo más célebre y popular del pueblo, Steele, un arrogante y engreído alaskan malamute que disfruta hacerle la vida imposible a Balto constantemente.
Un día, una enfermedad conocida como difteria infecta a cada uno de los niños del pueblo, incluyendo a Rosy, y el doctor local se quedó sin la medicina conocida como Penicilina. Cuando se divulgó la noticia hasta el territorio capital de Juneau, se intentó por diferentes medios de transporte enviar la medicina (tanto por avión como en barco) pero fue en vano debido a que se presentaba una violenta tormenta de nieve, y la única ruta más cercana para Juneau sería por vía ferroviaria hasta ciudad Nenana, ubicada a 600 millas al este de Nome.
Mientras tanto en el pueblo, se estaba preparando una mini-carrera sin trineo de perros para determinar cuales de los perros participantes tendrían la resistencia suficiente como para poder formar el equipo que viajaría con Steele y el trineo hasta Nenana para traer la medicina. Balto decidió participar con el fin de poder ayudar a Rosy. A pesar de que todos dudaron de él (menos Jenna y eventualmente Boris), más de algunos obstáculos dentro del circuito, Balto se las ingenió para conseguir llegar en primer lugar. Steele, no obstante, todavía se mostraba reacio en aceptar a Balto como miembro de su equipo de rescate (ya que teme que él termine de humillarlo dejándolo como el número 2) e incluso, aprovechándose del temor que los humanos le tienen a Balto por ser mitad lobo, se encargó de sabotearle esa oportunidad. Esa misma noche el equipo de huskies, liderado por Steele, se embarcan en su viaje, logrando llegar a Nenana en donde reciben la medicina, la cual se hallaba en una caja frágil. Pero lamentablemente, en el viaje de regreso, la tormenta se pone mucho más imponente y los perros se quedaron varados sin saber qué hacer, además de que su musher quedó inconsciente luego de sufrir un fuerte golpe en la cabeza por una enorme caída.
Cuando se divulgó la noticia de que el equipo había desaparecido en medio de la tormenta, todo el pueblo se terminó sintiendo desconsolado, no solo por la pérdida de su amado equipo sino también de la que sería la única esperanza que podría salvar a los niños de un trágico final (la muerte). Temiendo por la vida de Rosy, Balto, en compañía de sus tres amigos, decide ir a buscar al equipo para poder ayudarlos a traer la medicina.
En el trayecto, Balto dejó unas marcas hechas por sus garras en algunos árboles, esto les serviría para indicar el camino de regreso a Nome. Repentinamente, ellos acaban siendo atacados por un enorme oso pardo y Jenna, quien los estuvo siguiendo, aparece justo a tiempo en un intento por salvarlos. El oso persigue a Balto hasta un lago congelado, en donde termina cayéndose y ahogándose en el agua helada debido a que el hielo no soportó su peso, lo que causó una enorme grieta. En tanto Muk y Luk, sin que se dieran cuenta en un principio, superarían su temor al agua para salvar a Balto de sufrir el mismo destino. Tras poder reunirse adecuadamente con Balto, Jenna en ese mismo momento les reveló que vino con un nuevo mensaje: avisando que el paso del águila, el camino más corto, se había bloqueado por la tormenta de nieve, por lo que debían seguir por la peligrosa montaña. Balto acepta la ayuda de Jenna, pero ella comienza a cojear debido a una herida que sufrió durante la pelea y parecía que no podía seguirles más el paso. Por lo que Balto envía a sus amigos a llevársela de vuelta al pueblo, siguiendo sus marcas mientras él continuaba el viaje solo; no sin que antes, como forma de desearle suerte, Jenna le dejara su pañoleta y Boris le diera unas palabras de alientos las cuales eran: "Un perro no podría hacer este viaje solo. Pero quizás, un lobo sí". Por supuesto que Balto no le dio importancia a esto último, y solamente se dispuso a continuar su rumbo.
Tras atravesar una gélida tundra, Balto finalmente logró encontrar al equipo. Pero Steele, quien se hallaba en un estado de locura extrema y no mostraba preocupación alguna por el bienestar de los niños o el de su equipo, era el único que se rehusó en aceptar su ayuda y lo ataca repetidas veces de manera violenta para evitar que se llevara la medicina, mientras que Balto se negaba a defenderse, hasta que Steele termina cayéndose por un enorme abismo aunque logró sobrevivir. Los otros perros finalmente decidieron aceptar a Balto como el nuevo líder a cargo que los guiaría a ellos, y a su todavía inconsciente amo, a entregar la medicina. Balto estaba asombrado porque finalmente cumpliría su sueño tirar del trineo por primera vez. Pero cuando Steele subió de vuelta a la cima y observó al resto del equipo marcharse sin él, estaba dispuesto más que nunca a sabotear a Balto y asegurarse de que éste jamás regresara a casa. Por lo que deliberadamente comienza a marcar todos los árboles posibles para que así perdieran la ruta correcta. Como resultado: Balto, desesperado por guiar al equipo sin saber cual era la dirección correcta, se termina cayendo en un enorme abismo junto con la medicina al intentar salvarla.
De vuelta en Nome, el resto de los perros comienzan a burlarse de Jenna cuando ella les explicaba que Balto se había ido por su propia cuenta a buscar al equipo en medio de la tormenta. Steele había regresado en ese mismo momento (probablemente luego de seguir las marcas de Balto) y se aprovecha de la confusión y curiosidad de todos, empezando por hacerles creer que ninguno de los miembros del equipo pudieron continuar con el viaje, dejándolo a él como el único sobreviviente que "hizo" todo lo posible por traer la medicina. Después les dijo que en el camino se encontró con Balto, quien le "arrebató" la medicina solamente para poder impresionar a Jenna, pero que al final terminó desapareciendo junto con la medicina entre la nieve tras la enorme caída al abismo. Como evidencia de este "suceso trágico", Steele utilizó la pañoleta de Jenna (a la que Steele le arrebató a Balto durante su pelea), además de intentar nuevamente conquistarla (diciéndole que le prometió a Balto que él la cuidaría en su lugar). A diferencia de los demás perros, Jenna se había dado cuenta de que Steele estaba mintiendo, alegando que Balto seguía con vida y que volvería a casa con la medicina. Jenna se marcha con su pañoleta mientras el resto de los perros mantenían su fidelidad hacia Steele. Luego de que los humanos finalmente perdieran toda esperanza, Jenna reúne unas botellas rotas abandonadas de diferentes colores y con el brillo de una linterna termina creando lo que se verían como las luces de la aurora boreal, mismo truco que Balto le había enseñado previamente. Todo esto con la esperanza de así poder guiar a Balto a casa.
Balto, quien sobrevivió a la caída pero se estaba alterando, estaba a punto de aceptar la derrota al ver lo muy difícil que era este viaje. Pero de pronto, vio de frente a un enorme lobo blanco que empezó a aullar y luego se percató de que la antitoxina seguía en buenas condiciones. Balto entonces comienza a recordar las palabras de aliento de Boris y por primera vez empieza a aceptar su herencia lobuna, viéndola como una ventaja que lo ayudaría a sobrevivir a este peligroso viaje y no una debilidad como se lo han hecho creer toda su vida. Balto manifiesta su nueva determinación con un apasionado aullido en compañía del lobo y luego logra llegar con la medicina hasta la cima en donde es recibido con mucha alegría y orgullo por los otros perros. Con la ayuda de su sentido de olfato de lobo, Balto logra diferenciar cuales eran las marcas que él había dejado y cuales eran las de Steele.
Tras afrontar más peligros en el trayecto (como un puente de hielo, una avalancha de nieve causada por los estornudos de uno de los perros y una cueva llena de estalactitas de hielo), Balto y el resto del equipo lograron llegar de vuelta a Nome con la medicina. Todo el pueblo se contentó inmediatamente con esta noticia, menos Steele, quien terminó perdiendo su fama y popularidad luego de que sus mentiras y engaños fueran expuestos ante los rencorosos perros. Las acciones de Balto no solamente lograron salvarle la vida tanto al equipo como a los niños, sino que además él se logró ganar el cariño y gratitud de quienes solían despreciarlo; tanto los humanos como los perros del pueblo lo aceptaron como a un héroe. A su vez, tuvo un feliz reencuentro con sus mejores amigos: Jenna, Boris, Muk, Luk, y Rosy; quien mientras se recuperaba en el hospital, le agradeció diciéndole: "Sin ti estaría perdida".
La escena final vuelve a la primera escena. La abuela, su nieta y Blaze logran encontrar la estatua en honor a Balto, y la abuela sigue contando más de las hazañas de Balto y el resto del equipo además de mencionar la carrera de Iditarod en donde el trayecto sería el mismo. Esto animaría a la niña y a Blaze a querer practicar para algún día poder participar. Antes de marcharse, la abuela observa por última vez la estatua y dice: "Gracias Balto. Sin ti estaría perdida". Su nieta en ese momento comienza a llamarla por su nombre, Rosy, revelando ser la misma niña a la que Balto había salvado hace mucho tiempo atrás.

## Personajes
Cabe mencionar que, pese a basarse en un hecho histórico, la mayoría de los personajes presentados en la película son ficticios, excepto a nuestro protagonista, cuyo aspecto, historia y participación durante el evento fueron totalmente diferentes en la vida real. Tampoco hacen participación Togo, el perro que hizo el mayor trayecto del viaje, ni su dueño y musher Leonhard Seppala.
Balto:

El protagonista de la película es un joven híbrido entre perro y lobo (aunque el Balto real era un husky de pura raza con otro color de pelaje), el cual sufre una crisis de identidad debido a sus orígenes y vive siendo excluido por todos en el pueblo al ser en parte un animal salvaje (excepto por sus verdaderos amigos del alma). Aunque es muy aficionado a las carreras de trineo, y espera con muchos deseos participar en una. Pero él pronto deberá aprender a aceptar ambas partes de él, las cuales lo ayudarán a traer los medicamentos desde Nenana hasta Nome a pesar de las dificultades que tendrá que atravesar. Luego de tal logro, Balto finalmente termina salvando a todos y se convirtió en héroe. Después de un tiempo, es recordado con un monumento a su honor en Central Park. La voz que lo protagoniza es de Kevin Bacon, doblado en Latinoamérica por Rubén Trujillo y en España por Juan Antonio Bernal.
Jenna:

Se trata de una hermosa perrita de raza husky siberiano con pelaje rojo proveniente del pueblo, fiel a su dueña, Rosy. También es el interés amoroso de Balto, del cual ella también se empieza a enamorar a pesar de que Steele también se sentía atraído hacia ella. Es muy encantadora y valiente, y es la única perra en Nome que aprecia a Balto sin importar si él es parte lobo, debido a que ella reconoce su noble y amable personalidad. Ella, preocupada por Rosy, decide ayudar a Balto en su viaje. Allí, luego de salvarlo de un enorme oso, le dio su pañoleta deseándole suerte. Tras el fin de la aventura, ambos se convierten en pareja y, con el tiempo, forman una familia. La voz que la protagoniza es de Bridget Fonda, doblada en Latinoamérica por Gladys Parra y en España por Nuria Mediavilla.
Boris:

Es un ganso proveniente de Rusia y también es el mejor amigo y figura paterna de Balto durante toda su vida, ya que él fue quien lo encontró y crio cuando era un cachorro abandonado. Él es muy responsable y devoto con Balto, pues se preocupa mucho por su situación personal y siempre busca la manera de ayudarlo dándole consejos o ánimos. Además de eso, debido al entusiasmo que Balto muestra constantemente, Boris, quien es demasiado paranoico y se preocupa por la seguridad de Balto, siempre trata de advertirle de los riesgos que puede correr, pero Balto casi nunca lo escucha. Normalmente se irrita con facilidad con los juegos de sus "sobrinos" Luk y Muk, aunque en el fondo él también los quiere mucho pese a nunca decirlo. A pesar de ser cobarde y no llevarse bien con los residentes del pueblo, Boris decide ayudar a Balto en su aventura en donde al final se quedó muy orgulloso de él por su noble hazaña. La voz que lo protagoniza es de Bob Hoskins, doblado en Latinoamérica por Rubén Trujillo y en España por Miguel Ángel Jenner.
Steele:

El personaje antagonista es un Alaskan Malamute de pelaje blanco y negro con pedigrí puro, el cual representa al popular y célebre líder campeón de perros de trineo en toda Nome. A primera vista se ve muy elegante, pero tienen una personalidad bastante odiosa y arrogante. También es el peor enemigo de Balto, ya que de todos él es quien más se encarga de hacerlo sufrir de una o cualquier otra forma posible. Resulta que su odio hacia Balto no es más que pura envidia, pues teme la posibilidad de que Balto lo llegue a superar en velocidad y resistencia. También está atraído hacia Jenna, pero ella no comparte los mismos sentimientos y, de hecho, siente desagrado hacia él debido a que ella es de los pocos perros del pueblo que está consciente de su verdadera naturaleza. Steele, por el otro lado, tampoco está dispuesto a aceptar la idea de que Jenna ama a Balto en lugar de él, y decide hacer lo posible por arruinar su relación. Él fue enviado junto a su equipo a traer la medicina, pero se terminan perdiendo en el viaje de regreso. A pesar de ello, es muy egoísta y cruel, ya que a él nunca le preocupó la salud de los niños y solamente hará lo que sea por conservar su gloria, aún si eso lo lleve a tomar decisiones muy drásticas. Al final termina siendo expuesto como el mentiroso manipulador que es, lo que lo lleva tomar el lugar de Balto siendo odiado y rechazado por los residentes del pueblo (al menos los demás perros), mientras que Balto fue reconocido como el auténtico héroe. La voz que lo protagoniza es de Jim Cummings, doblado en Latinoamérica por Alejandro Vargas Lugo y en España por Juan Carlos Gustems
Luk y Muk:

Son dos torpes cachorros de oso polar muy traviesos. Al igual que Balto, ellos son marginados por los demás de osos debido a que le tienen miedo al agua y, por ende, no saben nadar. Además de eso, ellos, en algún en punto de sus vidas, también fueron adoptados por Boris, a quien se refieren afectuosamente como su "tío" Boris. Por lo visto, Luk es mudo pero Muk parece comunicarse muy bien con él. Debido al cariño que sienten tanto por Boris y Balto y su gusto por los viajes, ellos deciden acompañarlos a buscar la medicina. Durante el trayecto, ellos terminan superando su temor y aprende a nadar para salvar a Balto de ahogarse. La voz que los protagoniza es de Phil Collins, doblado en Latinoamérica por Roberto Alexander y en España por Aleix Estadella.
Rosy:

Una tierna y amistosa niña del pueblo, dueña de Jenna y también es la única y mejor amiga humana de Balto, ya lo quiere mucho y no lo ve como una amenaza a pesar de que él es parte lobo. Ella es una de las víctimas que sufre la enfermedad de la difteria, y también fue la razón principal y motivación por la que Balto decidió ir a buscar la medicina. Incluso al acabar la infancia, jamás olvidará al héroe que la salvó. La voz que la protagoniza es de Juliette Brewer, doblada en Latinoamérica por Ana Grinta y en España por Michelle Jenner.
Nikki, Kaltag y Star:

Son tres miembros del equipo de Steele, quienes actúan como los cómicos secuaces, aunque en el fondo a ellos no les agrada Steele pues ellos son bien conscientes de su naturaleza. Un gag común de ellos es que a Kaltag le encanta expresar su opinión hacia algo o alguien en varias palabras mientras Star le da la razón, para seguidamente ser interrumpido por Nikki, lo cual hace que Kaltag lo golpe (aunque eso cambia al final de la película). Al igual que Steele y el resto de los perros, ellos tampoco se llevaban bien con Balto por ser mitad lobo (aunque Nikki parece compadecerse un poco de él). Pero cuando ellos (junto a Steele y resto del equipo) se pierden en medio de la tormenta mientras traían la medicina y Balto llegó para socorrerlos, ellos se hacen sus amigos y deciden ayudarlo a traer la medicina convirtiéndolo en su nuevo líder guía.
Los Padres de Rosy:

Aman a su hija (y también a su perra Jenna), pero no aprueban su amistad con Balto ya, que al igual que el resto de los humanos del pueblo al comienzo, también lo ven como una amenaza por ser mitad lobo a pesar de que Rosy no comparta la misma opinión. Cuando su hija fue afectada por la difteria, ellos, junto a Jenna, hicieron todo lo posible por atenderla sin suerte, haciendo que llegaran a perder toda esperanza. Cuando Balto volvió con la medicina, ellos, en muestra de gratitud y finalmente consciente de su auténtica naturaleza, aceptan su amistad con Rosy.
Dixie y Sylvie:

Son dos perras de raza Afgana y Pomeriana respectivamente, muy engreídas pero que también son amigas de Jenna. Dixie siente una fuerte obsesión y admiración hacia Steele, y hace todo lo posible por atraer su atención a pesar de que él siente más interés hacia Jenna; Sylvie, por el otro lado, le encanta andar divulgando chismes como cuando se enteró y reveló que Jenna se empezó a enamorar de Balto. Como la mayoría de los otros perros, a ellas no les agradaba Balto por ser mitad lobo y no entendían por qué Jenna estaba enamorada de él en lugar de Steele. No obstante al final ellas, junto a los otros perros, se revelan contra Steele por todas sus mentiras y fechorías, y terminan aceptando a Balto.
Doc:

Es un viejo y amable San Bernardo que siempre habla como la voz de la razón y la conciencia, además de divulgar los mensajes del bulldog francés Mort. A diferencia de los otros perros, Doc no parece tener nada en contra de Balto a pesar de ser mitad lobo y, en cambio, él se preocupa más por la salud y el bienestar de todo el pueblo. Guillermo Romano fue su voz en la versión Latinoamericana.

## Recepción
La película recibió críticas mixtas. Por ejemplo, en la página web Rotten Tomatoes, los críticos le dieron un 54% de aprobación (desde críticas de tipo "historia fantástica, pero producción regular" hasta las de tipo "aventura entrañable y encantadora para todos"), pero recibió en la misma página un 70% de parte de la audiencia. En IMDb recibió una puntuación de 7.1/10, sobre la base de más de 40.000 votos.
Debido al éxito que generó Toy Story ese mismo año, la película únicamente pudo recaudar 11 millones mundialmente, convirtiéndola un fracaso y causando el cierre definitivo de su compañía creadora Amblimation.
No obstante, tendría un mejor recibimiento en los formatos caseros, siendo una de las películas más vendidas en VHS de la historia. Gracias a esto, tendría un alto número de fanes, lo que llevaría a la creación de Balto II y Balto III únicamente para formatos caseros, de las cuales: el reparto original no retomaría sus respectivos roles, no habrían secuencias de imagen real así como tampoco tendría relevancia con los hechos históricos posteriores a la historia, e incluirían números musicales.